# بی‌نهر سفلی
بی‌نهر سفلی ، روستایی است از توابع بخش گهواره و در شهرستان دالاهو استان کرمانشاه ایران.

## جمعیت
این روستا در دهستان قلخانی قرار داشته و بر اساس سرشماری سال ۱۳۸۵ جمعیت آن (۲۵خانوار) ۱۰۷نفر 
بوده است.

## تاریخ
زمانی این روستا را با نام صفرعلی رشیدالسلطنه میشناختند ،اما نام قدیمی و اصلی این روستا تپه سبز بوده.